# Eugène Rambert
Eugène Rambert (Sales, Clarens; 6 de abril de 1830 - 21 de noviembre de 1886) fue un escritor, naturalista, poeta suizo.

## Biografía
Hijo mayor de un maestro; fue educado en Vaud, y él mismo se convirtió en profesor en París, Inglaterra, Ginebra. También fue profesor de literatura francesa en Lausana, en 1845, y luego, en 1860, en la Escuela Politécnica Federal de Zúrich. Mantuvo esa posición hasta que finalmente en 1881, cuando fue nombrado de nuevo en Lausana.
Sus principales obras incluyen poemas (en su mayoría póstumas) y de biografías de personalidades famosas de Suiza tal como Alexandre Vinet, Juste Olivier, Alexandre Calame.

## Obras
- Wikisource contiene obras originales de o sobre Eugène Rambert.
- Corneille, Racine et Molière. Deux cours sur la poésie dramatique française au XVIIe siècle, 1861
- Les Alpes suisses, 1866-1875
- Alexandre Vinet, d'après ses poésies, 1868
- Poésies et chansons d'enfants. Les quatre saisons, 1871
- Alexandre Vinet. Histoire de sa vie et de ses œuvres, 1875
- Alexandre Calame, sa vie et son œuvre d'après les sources originales, 1884
- Ecrivains nationaux, 1874
- Dernières Poésies, 1887
- Les Fleurs de deuil, 1895

- La abreviatura «Rambert» se emplea para indicar a Eugène Rambert como autoridad en la descripción y clasificación científica de los vegetales.[1]